# Ceratomyxa macroformis
Ceratomyxa macroformis is een microscopische parasiet uit de familie Ceratomyxidae. Ceratomyxa macroformis werd in 1984 beschreven door Gaevskaya & Kovaljova. 